# Алеко-Константиново
Алеко-Константиново (болг. Алеко Константиново) — село в Болгарии. Находится в Пазарджикской области, входит в общину Пазарджик. Население составляет 3065 человек.

## Политическая ситуация
В местном кметстве Алеко-Константиново, в состав которого входит Алеко-Константиново, должность кмета (старосты) исполняет Васил Кирилов Методиев (Болгарская социалистическая партия (БСП)) по результатам выборов правления кметства 2007 года.
Кмет (мэр) общины Пазарджик — Тодор Димитров Попов (независимый) по результатам выборов 2007 года в правление общины.